# NGC 561
NGC 561 ist eine Balken-Spiralgalaxie vom Hubble-Typ SBa im Sternbild Andromeda am Nordsternhimmel. Sie ist schätzungsweise 215 Millionen Lichtjahre von der Milchstraße entfernt und hat einen Durchmesser von etwa 100.000 Lj.

Im selben Himmelsareal befinden sich u. a. die Galaxien NGC 529, NGC 531, NGC 536, NGC 542.
Das Objekt wurde am 23. August 1862 von dem deutsch-dänischen Astronomen Heinrich Louis d’Arrest entdeckt.